# Télé Jazz
Télé Jazz est un groupe de musique guinéen d'expression peul qui tire son nom de la ville de Télimélé.
Comme Bembeya Jazz, le groupe joue dans un style mixte de jazz et salsa avec des guitares électriques présente dans l'orchestre.

## Histoire
Télé Jazz connaît le succès pendant la première république, sous Ahmed Sékou Touré.

## voir aussi
- Bembeya Jazz
- Les Ballets africains